# Jazero vo Farárovej jame
Jazero vo Farárovej jame (czasem też wprost: Farárova jama) – niewielkie (niespełna 2,5 ha) jeziorko w Krasie Słowacko-Węgierskim na Słowacji. Znajduje się na Płaskowyżu Silickim, na wysokości ok. 485 m n.p.m., na południowo-wschodnim skraju wsi Silica, tuż przy asfaltowej drodze z Silicy do Silickiej Jablonicy.
Prawdopodobnie jest jednym z miejsc zbierających wody powierzchniowe należące do zlewni Czarnego Wywierzyska (słow. Čierna vyvieračka), odwadniającego silicko-gombasecki system jaskiniowy. Spływa do niego m.in. niewielki potoczek z Silicy.
Jeziorko leży na końcu ślepej doliny peryglacjalnej, na styku warstw dolnotriasowych i pochodzących ze środkowego triasu wapieni tzw. wettersteinskich. Wypełnia stary, płytki lej krasowy, znany od dawna właśnie jako Farárova jama (węg. Pap verem). Powstało w czasach historycznych, po potężnej burzy z dużymi opadami, poprzez zatkanie nanosami szczelin dawnego ponoru. Powierzchnia lustra wody jest obecnie stosunkowo stabilna. Brzegi, częściowo zarośnięte szuwarem, stanowią miejsce gniazdowania m.in. łyski.
Jezioro jest zarybiane i stanowi obecnie rewir wędkarski typu karpiowego. Jego brzegiem, wspomnianą wyżej drogą, biegnie żółto znakowany szlak turystyczny z Silicy do Silickiej Jablonicy.